# Maarsbergerbrug
De Maarsbergerbrug is een rijksmonumentale boogbrug in het centrum van de Nederlandse stad Utrecht.
De Maarsbergerbrug ligt in de noordoosthoek van het Janskerkhof en overspant daar de Drift. Deze gracht is aan het eind van de 14e eeuw aangelegd. In de sluitsteen van de brug staat het jaartal 1720. Aan de brug grenzen nog werfloze werfkelders.